# Herbert Gladstone
Herbert John Gladstone, 1. vikomt Gladstone (Herbert John Gladstone, 1st Viscount Gladstone) (18. února 1854, Londýn, Anglie – 6. března 1930, Ware, Anglie) byl britský státník, nejmladší syn premiéra Williama Gladstona. Jako liberál byl třicet let poslancem Dolní sněmovny, v roce 1910 s titulem vikomta přešel do Sněmovny lordů. V letech 1905–1910 byl britským ministrem vnitra, v letech 1910–1914 generálním guvernérem v jižní Africe.

## Kariéra
Narodil se v budově ministerstva financí na Downing Street 11 (jeho otec byl tehdy ministrem financí). Vystudoval v Oxfordu, poté byl tajemníkem svého otce. V letech 1880–1910 byl za Liberální stranu členem Dolní sněmovny. Ve vládách svého otce zastával nižší funkce lorda pokladu (1881–1885), komisaře v úřadu veřejných prací (1885–1886), finančního tajemníka na ministerstvu války (1886) a státního podsekretáře vnitra (1892–1894), od roku 1894 byl členem Tajné rady a v letech 1894–1895 státním sekretářem veřejných prací.

## Ministr vnitra a generální guvernér v jižní Africe
V Campbell-Bannermanově a Asquithově vládě letech 1905–1910 byl ministrem vnitra a v této funkci ve spolupráci s Herbertem Samuelem inicioval četné reformy. Po nezvládnutí incidentu katolického procesí v Londýně byl kritizován premiérem Asquithem i králem Eduardem VII. a musel odstoupit z funkce, na jeho rezignaci navazovaly čtyři personální změny ve vládě (na postu ministra vnitra jej nahradil Winston Churchill). V roce 1910 byl povýšen na vikomta a povolán do Sněmovny lordů.
V květnu 1910 byl jmenován vysokým komisařem pro jižní Afriku, všechny britské provincie v této oblasti (Kapsko, Natal, Transvaal, Oranžsko) byly zároveň sloučeny v dominium Jižní Afrika a Gladstone byl jeho prvním generálním guvernérem. Afriku opustil po začátku první světové války (na funkci rezignoval v září 1914) a po návratu do Anglie se věnoval především charitě.
Byl rytířem Řádu lázně (1914) a nositelem velkokříže Řádu britského impéria (1917), získal také čestný doktorát na univerzitě v Kapském Městě, mimoto byl také smírčím soudcem a zástupcem místodržitele v hrabství Hertfordshire. V zahraniční obdržel belgický Řád koruny (1917).

## Rodina
Zemřel bez potomstva a titul vikomta jeho úmrtím zanikl.
Herbertův starší bratr William Gladstone (1840–1891) patřil k blízkým spolupracovníkům jejich otce a v letech 1865–1885 byl též členem Dolní sněmovny za liberály. Další bratr Henry Gladstone (1852–1935) zastával řadu čestných funkcí a v roce 1932 získal titul barona.